# Hizaki
Hizaki (ur. 17 lutego 1979) – japoński muzyk visual kei, najlepiej znany jako gitarzysta zespołu Versailles oraz w chwili obecnej zespołu Jupiter. Przed powstaniem Versailles występował solo, a także był częścią HIZAKI grace project.

## Życiorys
Hizaki zadebiutował jako gitarzysta w zespole Garnet Grave w 1997. Po dwóch latach Hizaki i basista Hizumi odeszli z Garnet Grave, aby założyć Crack Brain wraz z gitarzystą Airi (Madeth Gray'll).
W 2002 roku rozwiązano Crack Brain i Hizaki wraz z Airi założyli zespół Grotesque Romantica (jap. グロテスクロマンティッカー Gurotesuku Romantikkaa), który w maju 2003 zmienił swoją nazwę na Schwardix Marvally. Wydali dwa EP, z których jeden składał się z coverów piosenek różnych zespołów. Wkrótce po ich wydaniu, zespół Schwardix Marvally rozpadł się w 2004 roku. 
W tym samym roku Hizaki rozpoczął karierę solową i wydał Maiden Ritual. W 2005 r. zawiesił swoją karierę solową i dołączył do Sulfuric Acid, do momentu rozwiązana grupy w październiku 2006 r.
Ponownie wznowił działalność solową i założył HIZAKI grace project, z Hikaru (IZABEL VAROSA) na wokalu, Yuu (Jakura) na basie i perkusistą Seiji (Sulfuric Acid). Po rekrutacji perkusisty Mikage (BABYLON), gitarzysta Teru (Aikaryu) i wokalisty Juki (Moi dix Mois), wydali album Dignity of Crest. Ostatni, instrumentalny album HIZAKI grace project, Curse of Virgo, został wydany 26 grudnia 2007 roku.
Na początku 2007 roku wspierał Node of Scherzo, projekt Kamijo, Juki i Kayi (Schwarz Stein), wspierani także przez Jasmine You i Asagiego z zespołu D. Na pierwszym koncercie Node of Scherzo (14 marca), Kamijo i Hizaki ogłosili, że zamierzają wspólnie założyć zespół. 
30 marca ogłoszono, że zespół będzie nazywać się Versailles i jego częścią będzie także Yuki (były członek Sugar Trip), Jasmine You i Teru z HIZAKI grace project. Obecnie prace solowe Hizakiego są zawieszone.
W odpowiedzi na wydarzenia z 11 marca, Trzęsienie ziemi u wybrzeży Honsiu (2011), skomponował i zadedykował piosenkę Prayer ofiarom trzęsienia.

## Skład zespołu Hizaki Grace Project

### Obecni członkowie
- Hizaki – gitara
- Yuu/Jasmine You – gitara basowa † (zm. 9 sierpnia 2009)
- Teru – gitara
- Mikage – perkusja
- Juka – wokal

### Byli członkowie
- Hikaru – wokal
- Seiji – perkusja (wsparcie)

## Dyskografia
Albumy i EPs
- Maiden Ritual (29 października 2004)
- Dance with grace (27 kwietnia 2005, dwie edycje)
- Maiden Ritual -Experiment Edition- (11 maja 2005)
  - Piosenka Tragic Serenade została zastąpiona przez instrumentalną wersję Scarlet, podczas gdy Ritual został zastąpiony przez swoją instrumentalną wersję.
- Grace Special Package I (2005)
  - Dance with grace, Maiden Ritual -Experiment Edition- i bonus CD-R z Members Comment i instrumentalna wersja Tragic Serenade.
- Rosario (2016)

### HIZAKI grace project
Albumy
- Dignity of Crest (1 stycznia 2007)
- Ruined Kingdom (19 października 2007)
- Curse of Virgo (26 grudnia 2007)

DVD
- Eien no kokuin (jap. 永遠の刻印) (17 lutego 2007)
- Monshou (紋章, 9 maja 2007)

Omnibusy
- Graceful Playboys (5 sierpnia 2006, z „Race Wish”)
- -Unique- (9 sierpnia 2006, podzielone EP z +Isolation, „Solitude” i „Cradle”)
- Summit 03 (29 listopada 2009, z „Cradle”)
- Final Summit 2000~2010: Sequence Records (16 lutego 2011, z „Philosopher”)

### Garnet Grave
- Haitoku no Savior (背徳のSavior, 1998, demo)

### Crack Brain
- Crack Diary (24 lipca 1999, demo)
- Sokubaku Izonshou (緊縛依存症, 18 kwietnia 2000, demo)
- Sunadokei (砂時計, 27 czerwca 2000, demo)
- Kankinshitsu no Tobira (監禁室の扉です, 14 kwietnia 2001)
- -Reset- (23 marca 2002)
- -Speed･R- (11 maja 2002)

### Schwardix Marvally
- Kairoroku ~Dai san Shou~ (回顧録～第三章～, 20 sierpnia 2003)
- Heaven's Romance (28 stycznia 2004)
- Schwardix Marvally ~Tenkuu e no Monogatari~ (Schwardix Marvally～天空への物語～, 1 stycznia 2007)

### Sulfuric Acid
- Vanilla Sky (19 września 2005)
- Aka Hebi -Kimi to Mita aka no Kioku- (赤蛇 -君と見た赤の記憶-, 28 grudnia 2005)
- Ao Hebi -Boku no Naka no Aoi Yami- (青蛇 -僕の中の青い闇-, 28 grudnia 2005)
- 【s∧lfj'urik 'aesid】 (27 kwietnia 2006)
- Kyousei Inyou [03-06] Ongenshuu (強制引用【03-06】音源集, 29 listopada 2006)
- Final Summit 2000~2010: Sequence Records (16 lutego 2011, składanka z „Acid Trip”)

### Czas przynależności Hizakiego do zespołów
- ARNET GRAVE (1997-1998)
- Crack brain (1992-2002)
- Schwardix Marvally (2003-2004)
- SULFURIC ACID (2005-2006)
- HIZAKI grace project (2006-2007)
- Versailles (2007-teraz)
- Jupiter (2013-teraz)